# Hokkaido Consadole Sapporo

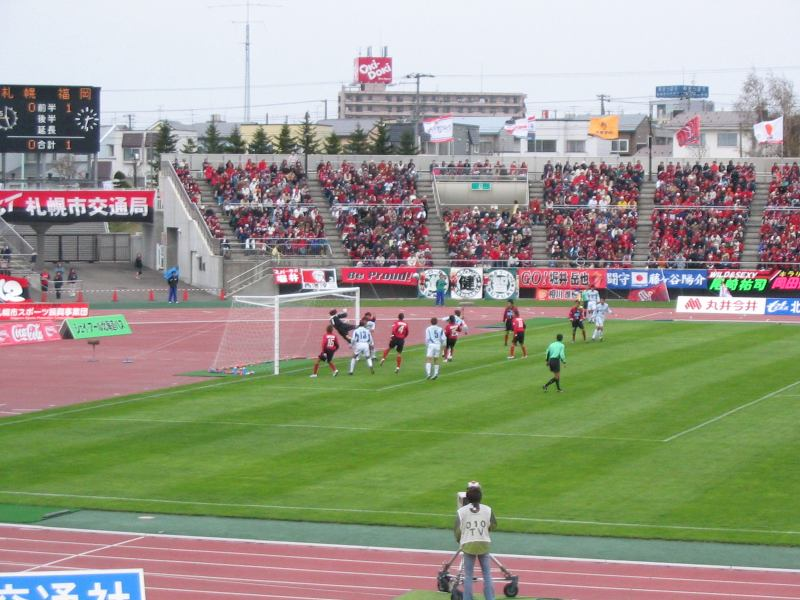
Estadio Sapporo Atsubetsu Park, uno de los feudos de Consadole Sapporo.

El Hokkaido Consadole Sapporo (北海道コンサドーレ札幌 Hokkaidō Konsadōre Sapporo?), conocido anteriormente como Consadole Sapporo (コンサドーレ札幌 Konsadōre Sapporo?) es un equipo profesional de fútbol de Sapporo, de la Prefectura de Hokkaido en Japón, fundado en 1935, perteneciente a la J. League desde el año 1998. Jugará en la J2 League a partir de la temporada 2025.
El nombre del club está formado por la unión de dos palabras, la palabra japonesa "Dosanko (道産子)" escrita al revés (KO-N-SA-DO), que significa persona nacida y criada en Hokkaido, más la palabra española "Ole". El equipo suele entrenar en el Miyanosawa Shiroikoibito Football Stadium (宮の沢白い恋人サッカー場 Miyanosawa Shiroikoibito Sakka Jyou?) que está situado justo al lado de la fábrica de chocolate de Ishiya Seika ("Shiroikoibito"), principal patrocinador del club, y también en uno de los campos de fútbol anexos al Sapporo Dome, conocido como Dome Sub. Las oficinas del club se encuentran en el interior del Sapporo Dome.

## Historia

### Toshiba SC (1935-1995)
Los orígenes del equipo se remontan a 1935, cuando fue creado como el equipo de fútbol perteneciente a la empresa Toshiba. Tras participar en varios torneos, cesó su actividad en la década de 1950. Sin embargo, regresó en 1976 cuando entró en las ligas regionales, y ascendió a la primera división de la JSL en 1989/90.

### Consadole Sapporo (1996-2015)
Con la creación de la J. League pasó a formar parte de la JFL. Para pasar a ser un equipo profesional modificó su nombre por el de Consadole Sapporo en 1996.
Su temporada de debut en la J. League fue en el año 1998, pero resultó decepcionante para ellos ya que terminaron en decimocuarta posición. Debido a que para la próxima temporada se establecería un sistema de descensos y ascensos, Consadole Sapporo pasaría a jugar en la J2 tras perder en el sistema de promoción, siendo el primer equipo japonés en descender de categoría profesional. A pesar de contratar al entrenador Takeshi Okada y del apoyo de sus seguidores, Sapporo terminó en quinto lugar y con una deuda que amenazaba su existencia.
En el año 2000 Consadole logró reducir costes mediante la venta de jugadores y la petición de cesiones a otros clubes. Esto sirvió para lograr su ascenso a la J1 como campeón de la competición. El sistema se mantuvo al año siguiente y consiguen así su mejor posición en Liga, un octavo puesto en la primera ronda. A final de temporada el equipo tuvo que vender a su entrenador y mejores jugadores, volviendo a descender en el año 2002.
En su nuevo paso por la J2, Sapporo tuvo que afrontar varios problemas económicos como la falta de liquidez, derivada de la ausencia de patrocinadores. Realizó una importante reestructuración, vendiendo a la mayoría de jugadores, y apostó por un equipo plagado de juveniles y cedidos de otros clubes. Durante cuatro temporadas no pudo pasar de la sexta posición en segunda. Finalmente, su estrategia a largo plazo dio sus frutos en el año 2007, cuando se proclaman campeones de J2 y ascienden a la máxima categoría.
Consadole Sapporo solo permaneció una temporada en la J1, ya que descendió como colista en el año 2008.
Tras tres temporadas en la categoría de plata del fútbol japonés, el 3 de diciembre de 2011 el Consadole Sapporo consiguió de nuevo el ascenso a J1.

### Hokkaido Consadole Sapporo (2016-actualidad)
Desde la temporada 2016, el club adoptó el nuevo nombre de “Hokkaido Consadole Sapporo”.
El día 9 de febrero de 2018, el equipo ganó la primera edición de la Pacific Rim Cup en Honolulu, Hawái, derrotando al Vancouver Whitecaps por un marcador de 1-0.

## Estadio

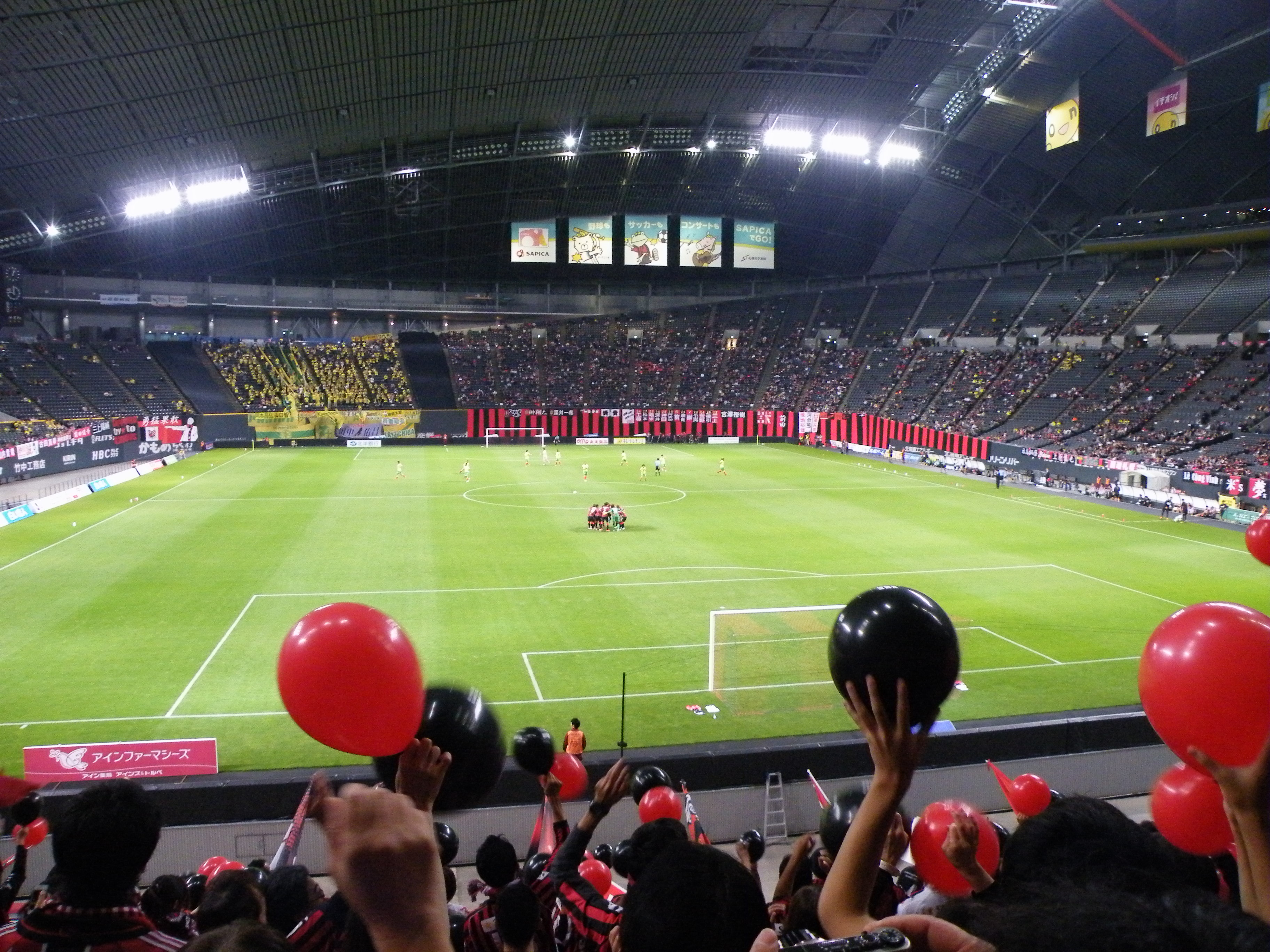
Sapporo Dome, sede del club desde el año 2001.

El Consadole Sapporo cuenta con dos estadios. Uno es el Sapporo Dome, que cuenta con capacidad para 41.484 espectadores, que comparte con el equipo de béisbol de la ciudad, los Hokkaido Nippon-Ham Fighters. El estadio esta totalmente techado y el césped puede moverse fuera del recinto al exterior, permitiendo que el interior pueda albergar otros usos como conciertos o partidos de béisbol. El otro estadio es el Estadio Sapporo Atsubetsu Park, capaz de albergar 20.000 espectadores.
Además de estos dos estadios, el Consadole disputa dos partidos cada temporada como local en otras ciudades de Hokkaido, concretamente en Hakodate y Muroran.
Anteriormente el Consadole tenía problemas para el uso continuado del Sapporo Dome debido a que compartía el escenario con el equipo de beisbol Hokkaido Nippon-Ham Fighters, el cual solía ocupar el domo durante la mayor parte del tiempo debido a su mayor número de juegos como local, sin embargo, en 2023 este equipo se trasladó a un nuevo parque de pelota llamado Es Con Field Hokkaido, por lo que el Consadole se quedó como único equipo local en el domo.
En su antigua situación la directiva del equipo intentaba conseguir que el equipo jugara en el Sapporo Dome el mayor número de partidos posibles, ya que obviamente, el estadio es más del agrado de la afición por sus comodidades y por motivos climatológicos. Normalmente conseguían que el equipo jugara unos diez partidos por temporada, que solían ser los juegos celebrados durante la primera parte del año futbolístico, entre marzo y mayo, y los de final de temporada, entre octubre y diciembre, que es cuando, por el frío y las nevadas, el equipo necesitaba jugar sus partidos bajo el techo del Sapporo Dome. 

## Jugadores

### Jugadores en préstamo
| Prestados |       |     |                |         |                   |
| -         | JPN ! | DEF | Akito Fukumori | 32 años | Yokohama FC       |
| -         | JPN ! | DEL | Shingo Omori   | 24 años | Montedio Yamagata |

### Jugadores destacados
| Japón - Shinji Ono - Junichi Inamoto - Kyosuke Yoshikawa (1995-2003) - Hiromasa Tokioka (1997-1999) - Jun Ideguchi (1999) - Kohei Hayashi (1999) - Ippei Saga (1999-2000) - Hiromi Kojima (2002) - Akihiro Tabata (2003-2005) - Kazuya Kawabata (2003-2004) - Takahito Chiba (2006) - Kentaro Kawasaki (2006-2007) - Daichi Matsuyama - Hironobu Haga |  | AFC - Chanathip Songkrasin |  | UEFA - Jay Bothroyd |  | CONMEBOL - Will |

## Entrenadores
| Entrenador          | País          | Periodo            |
| ------------------- | ------------- | ------------------ |
| Takeo Takahashi     | Japón         | 1996               |
| Hugo Fernández      | Uruguay       | 1997-98            |
| Hajime Ishii        | Japón         | Octubre de 1998    |
| Takeshi Okada       | Japón         | 1999-01            |
| Tetsuji Hashiratani | Japón         | 2002               |
| Radmilo Ivančević   | Serbia        | Junio de 2002      |
| Chang Woe-Ryong     | Corea del Sur | Septiembre de 2002 |
| João Carlos         | Brasil        | 2003               |
| Chang Woe-Ryong     | Corea del Sur | Agosto de 2003     |
| Masaaki Yanagishita | Japón         | 2004-06            |
| Toshiya Miura       | Japón         | 2007-08            |
| Nobuhiro Ishizaki   | Japón         | 2009-12            |
| Keiichi Zaizen      | Japón         | 2013               |
| Ivica Barbarić      | Croacia       | 2014               |
| Shuhei Yomoda       | Japón         | 2015-17            |
| Mihailo Petrović    | Serbia        | 2018-2024          |
| Daiki Iwamasa       | Japón         | 2024-              |

## Palmarés

#### Era profesional
- J2 League (3): 2000, 2007, 2016
- (antigua) JFL (1): 1997
- Pacific Rim Cup (1): 2018
- J.League Asia Challenge (1): 2019

#### Era amateur (como Toshiba SC)
- JSL Division 2 (2): 1979, 1988/89
- Copa JSL (1): 1981 (compartida con Mitsubishi)
- Copa Nacional Amateur Japonesa (1): 1977

## Clubes afiliados
- Johor Darul Ta'zim[3]
- Khonkaen